# 大邱寿城警察署
大邱寿城警察署（テグスソンけいさつしょ）は、大邱地方警察庁所管の警察署である。

## 管轄区域
- 寿城区

## 沿革
- 1984年9月18日 - 開署。東部警察署から一部支署を移管。

## 組織
- 警務課
- 生活安全課
- 刑事課
- 捜査課
- 情報保安課
- 警備交通課
- 女性青少年課

## 管轄地区隊
- 孤山地区隊
- 黃金地区隊
- 晩村地区隊
- 上洞地区隊
- 池山地区隊
- 泛漁地区隊

## 管轄派出所
- 巴洞派出所

## 管轄治安センター
- 孤山1治安センター
- 孤山2治安センター
- 泛漁3治安センター
- 泛漁4治安センター
- 黄金2治安センター
- 中洞治安センター
- 池山2治安センター
- 凡物治安センター